# Oskar-Kellner-Institut
Das Oskar-Kellner-Institut war eine 1953 gegründete landwirtschaftliche Forschungseinrichtung, die 1970 im Forschungszentrum für Tierproduktion Dummerstorf-Rostock aufging, dem heutigen Forschungsinstitut für Nutztierbiologie.

## Geschichte
Das Oskar-Kellner-Institut hat seine Wurzeln in der 1. Deutschen Landwirtschaftlichen Versuchsstation, die 1852 in Leipzig-Möckern gegründet wurde. Von 1892 bis 1911 war Oskar Kellner Leiter dieser Versuchsstation. Hier erarbeitete und entwickelte Kellner das Stärkewertsystem, ein weit verbreitetes Futterbewertungssystem auf der Basis der Nettoenergie. Nach dem Zweiten Weltkrieg wurde die Tierernährungsforschung in Leipzig-Möckern eine selbständige Forschungseinheit, neben weiteren landwirtschaftlichen Einrichtungen, die aus der Versuchsstation hervorgingen oder durch Verlegung hinzukamen. In der Zwischenzeit erlangte in der Landwirtschaftlichen Versuchsstation Rostock unter der Leitung von Kurt Nehring die Forschung auf dem Gebiet der Tierernährung eine zunehmende Bedeutung.

### Gründung
Im Jahre 1953 erfolgte die Gründung des Oskar-Kellner-Instituts (OKI) als Forschungseinrichtung der „Deutschen Akademie der Landwirtschaftswissenschaften zu Berlin“ (DAL), später „Akademie der Landwirtschaftswissenschaften der DDR“ (AdL). Kurt Nehring erhielt den Ruf zum Direktor dieses neuen Instituts. Es gliederte sich in die Instituts-Teile Leipzig mit dem Leiter L. Sperling und Rostock (Leiter Reinhard Schiemann).
Der Rostocker Instituts-Teil war zunächst provisorisch im Institut für Landwirtschaftliches Versuchs- und Untersuchungswesen untergebracht. In der sog. „Roten Villa“, einem Teil der Versuchsstation, wurden Anfang der 1950er Jahre Respirationsapparaturen für Ratten und Kaninchen, Tierversuchskapazitäten für die Bestimmung der Biologischen Wertigkeit von Eiweißfuttermitteln mit Hilfe von Albinoratten und Analysenkapazität für die papierchromatographische Bestimmung der Aminosäuren installiert. Wegen der ungenügenden Möglichkeiten für Tierexperimente, besonders mit landwirtschaftlichen Nutztieren, stellte Nehring bei der Akademie der DAL in Berlin den Antrag auf den Bau eines neuen Instituts für Tierernährung in Rostock.

### Neues Institut in Rostock
Die Grundsteinlegung für die neuen Gebäude des Oskar-Kellner-Instituts für Tierernährung in Rostock erfolgte 1954. Die Hauptgründe für die Standortwahl waren unzureichender Platz für eine Erweiterung am alten Standort Leipzig und die Nachbarschaft zum Institut für Tierzuchtforschung in Dummerstorf bei Rostock als Basis einer engen Zusammenarbeit der Forschungsgebiete Tierernährung mit der Tierproduktion und -züchtung.
Im „Hauptgebäude“ des neuen Instituts konnten 1956 die Arbeiten aufgenommen werden. In dem 3-geschossigen Gebäude boten verschiedene Laboratorien exzellente Bedingungen für Futtermittelanalysen sowie für Untersuchungen zur Proteinqualität mittels biologischer, chemischer und mikrobiologischer Methoden. Das „Respirationsgebäude“ wurde 1957 fertiggestellt. Das ebenfalls 3-geschossige Gebäude war in der Mitte des erhöhten Erdgeschosses mit 10 Respirationsanlagen für landwirtschaftliche Nutztiere ausgestattet. An den beiden Giebelseiten lagen Ställe; auf der einen für 16 Rinder mit Möglichkeiten für Verdauungsversuche und zur Harnsammlung und auf der anderen Seite die gleichen Einrichtungen für jeweils 10 Schweine und Schafe. Neben den Respirationskammern befanden sich in einem separaten Raum die Respirationspumpen und über den Kammern und Pumpen die Laboratorien für Sammlung und Analyse der Respirationsgase.
Das sogenannte „Isotopengebäude“ war ein kleineres Gebäude mit 2 Etagen. Das Obergeschoss war für die Anwendung von Isotopen insbesondere in der Proteinstoffwechselforschung eingerichtet. Im Erdgeschoss waren zunächst Räume für operative Eingriffe an Tieren (Legen von Fisteln, Kathetern, Anastomosen etc.) vorgesehen. Diese Arbeiten konnten aber teilweise in die Tierklinik verlegt werden, die in unmittelbarer Nähe entstand, so dass die Räume anderweitig Verwendung fanden (Labor- und Arbeitsräume, Bibliothek). Das „Wirtschaftsgebäude“ fand 1960 seinen Abschluss. Es hatte nur ein Erdgeschoss mit Möglichkeiten für Untersuchungen zur Futterkonservierung und für Fütterungs- und Verdauungsversuche. In diesem Gebäude war auch eine gut ausgestattete Werkstatt untergebracht.

### Strukturelle Gliederung des OKI 1958–1970
Mit der weitgehenden Fertigstellung des 4-Gebäude-Komplexes erfolgte 1958 eine strukturelle Neugliederung des OKI. Damit einher ging die Auflösung des bisher weitgehend selbständigen Instituts-Teils Leipzig und Weiterführung als Außenstelle. Das Institut bestand nun aus den folgenden Abteilungen:
- Abteilung Ernährungsphysiologie: Leiter: K. Nehring bis 1963, danach H.-D. Bock, mit 7 wissenschaftlichen Mitarbeitern. Die AGen Aminosäurenanalytik, Isotope, Gärfuttermikrobiologie, Mikrobialanalytik und Biologische Wertigkeit kennzeichnen die wissenschaftlichen Arbeitsgebiete der Abteilung.
- Abteilung Futterbewertung: Leiter: R. Schiemann mit 3 wissenschaftlichen Mitarbeitern und den AGen Großtierrespiration, Kleintierrespiration und Chemische Untersuchungen.
- Außenstelle Leipzig: Wissenschaftler W. Klippel und E.-R. Franke
- Abteilung Futtermittelkunde: Verantwortlicher: Brigitte Knabe
- Abteilung Futterwerbung und Futterkonservierung: mit der Leitung beauftragt: W. Laube mit 3 wissenschaftlichen Mitarbeitern.
- Eine besondere Arbeitsgruppe Futterbau bestand von 1963 bis 1968 unter Leitung von F. Lüddecke, mit Sitz in Hohen Luckow.

### 1960er Jahre
Im Jahre 1963 erhielt das Institut den 1000 ha großen Landwirtschaftsbetrieb in Hohen Luckow, Kreis Bad Doberan, zur Bearbeitung praktischer Fragestellungen u. a. zur Einrichtung einer Experimentalstation für Feldversuche zur Grobfutterproduktion und einer zweiten zur Futterkonservierung und für Fütterungsversuche mit entsprechender Produktionsbasis. So bestanden Voraussetzungen, die Grobfutterqualität beeinflussende Faktoren von Anbau, Kultivierung und Konservierung systematisch im Hinblick auf die Futterbewertung zu untersuchen.
Im selben Jahr wurde das OKI Leitinstitut für 5 Komplexthemen der Agrarforschung der DDR.
Mit dem Jahreswechsel 1963/64 schied der Gründer und langjährige Direktor des Instituts, Kurt Nehring durch Emeritierung aus. Als Nachfolger im Amt des Direktors hatte Nehring Reinhard Schiemann vorgesehen. Politische Gründe ließen den Vorschlag jedoch nicht Realität werden. 1964 erhielt das OKI als Leitungsgremium einen Wissenschaftlichen Rat, mit Walter Laube als beauftragten Leiter, der schließlich zum Direktor des OKI und 1965 zum Professor der Akademie berufen wurde.

### OKI und Forschungszentrum für Tierproduktion
1970 wurde aus bisher 3 selbstständigen Akademie-Instituten das Forschungszentrum für Tierproduktion Dummerstorf-Rostock gegründet. Das OKI stellte jetzt einen Bereich des Forschungszentrums dar, es behielt den Namen „Oskar Kellner“ und im Zusammenhang mit der Neuorganisation erfolgte eine weitere Veränderung der Abteilungsstruktur des Bereiches.
Im Jahre 1972 erhielt Laube eine Berufung zum Direktor für Tierproduktionsforschung der Akademie der Landwirtschaftswissenschaften in Berlin. Die Besetzung der Leitungsfunktion des Bereiches erfolgte kommissarisch; die eigentliche wissenschaftliche Leitung lag in den Händen der Abteilungsleiter. 1980 kam Laube nach Rostock zurück und übernahm wieder die Leitung des Bereiches. Nach seiner Emeritierung infolge längerer Krankheit mit Invalidisierung wurde 1985 U. Herrmann zum Bereichs-Direktor berufen, Ernennung zum Professor 1987.

## Struktur des Bereiches Tierernährung „Oskar Kellner“ 1970–1989
Die Abteilungen, die von 1970 bis 1989 im Bereich Tierernährung „Oskar Kellner“ bestanden, waren in Arbeitsgruppen (AG) untergliedert.
Abteilung Proteinstoffwechselforschung
aus der Abt. Ernährungsphysiologie hervorgegangen, zählte 32 Mitarbeiter mit den Wissenschaftlern: H.-D. Bock (Abt.-Leiter), W.-B. Souffrant (Abt.-Leiter ab 1988), J. Wünsche (AG Mikrobiologie und Tierversuche), U. Hennig, Marlis Meinl, Edda Borgmann, K. Krawielitzki (AG Isotope), F. Kreienbring (AG Aminosäurenanalytik), Traute Völker (AG Präparative Chromatographie), Ruthild Schadereit (AG Biologische Wertigkeit)(bis 1975).
Ein Forschungsschwerpunkt war die Analyse der Aminosäurenzusammensetzung der Futtermittelproteine mit verschiedenen Methoden in Abhängigkeit vom technischen Progress. Die systematischen Untersuchungen von Einflüssen der Düngung der Futterpflanzen, der Konservierung und Aufbereitung auf die Proteinzusammensetzung resultierte in Aminosäurentabellen für die Fütterung und Mischfutterproduktion. Ein zweiter, tierbezogener Schwerpunkt beinhaltete die Themen:
- Biologische Wertigkeit verschiedener Futtermittel in Abhängigkeit von Herkunft und Aufbereitung, ermittelt an Wistar-Ratten.
- Praezaekale Aminosäurenresorption unter Verwendung von ileo-rektostomierten Schweinen.
- Aminosäuren- und Proteinretentionskapazität in Abhängigkeit vom Alter der Tiere, von Körpermasse und Geschlecht sowie von der Aminosäuren- und Energieversorgung.
- Turnover von Protein und Aminosäuren, mittels Isotopentracern bestimmt, als Basis für die Modellierung dieser Prozesse (Multicompartment-Modell).
- Untersuchungen zum Protein- und Aminosäurenbedarf verschiedener monogastrischer Tierarten.

Die Publikation der Ergebnisse erfolgte zusammengefasst in einer Monografie.
Beides, die Aminosäurentabellen einschließlich der für die Proteinsynthese bis zum Dünndarmende verfügbaren Aminosäuren und die Empfehlungen zum Protein- und Aminosäurenbedarf monogastrischer Tiere fanden in der Mischfutterproduktion und Fütterung der Schweine und von Geflügel Anwendung. Ein Fortschritt in der Tierernährung lag in der Protein- und Aminosäurenbewertung auf der Grundlage der ilealen Verdaulichkeit. Die Kenntnisse über den Aminosäurengehalt der Futtermittel und den Bedarf der Tiere bildeten Zielsetzungen für die Pflanzenzüchtung zur weiteren Verbesserung der Aminosäurengehalte in Getreide und Raps. Durch die aktive Mitarbeit in verschiedenen nationalen und internationalen Gremien waren diesbezügliche Erfolge zu verzeichnen.
Abteilung Energieforschung
früher Futterbewertung, zählte 40 Mitarbeiter mit den Wissenschaftlern R. Schiemann (Abt.-Leiter), L. Hoffmann (AG Kleintierrespiration), W. Jentsch (AG Großtierrespiration), M. Beyer, Hildegard Wittenburg (AG Chemische Untersuchungen), Monika Klein(AG Kalorimetrie), G. Henseler.
Die Abteilung Energieforschung verfügte in der bis 1965 bestehenden Außenstelle in Leipzig-Möckern über 3 Respirationsapparate für Schweine und 2 mit Laufband für Pferde. In Rostock waren es zunächst 3 Apparate für Kaninchen und 8 für Ratten nach dem Haldane-Prinzip. Im neuerbauten Institut kamen 4 Respirationsanlagen für Rinder (Bild 9), 4 für Schweine oder Kälber (Bild 10) und 2 für Schafe hinzu, die alle nach dem Pettenkofer-Prinzip arbeiteten. Später erfolgte in eigener Konstruktion der Aufbau von 2 Großkammern für Gruppen landwirtschaftlicher Nutztiere, Abschluss 1976, durch die Institutswerkstatt mit Vakuumpumpen für die Gasdurchsatzförderung und Flussmessern zur Gasmengenmessung. Die Kammern für Kaninchen wurden in 6 Einzelkammern für Geflügel umgerüstet und durch 2 für kleine Geflügelgruppen ergänzt. 1967 erhielten die Rinderkammern für die Messungen an laktierenden Kühen eine Kannenmelkanlage. 1980 wurden alle 12 Respirationskammern für Großtiere isoliert und die Klimatisierung zur Durchführung von Versuchen bei 3–35 °C rekonstruiert. Bedeutungsvoll war die Installation der Computersteuerung der Anlagen und die kontinuierliche Messung des Gaswechsels und Erfassung der Daten.
Die Forschungsarbeiten der Abteilung Energieforschung können grob in 4, sich allerdings überschneidende Abschnitte unterteilt werden.
- Im 1. Abschnitt erfolgte die Aufarbeitung des Nachlasses der Professoren Kellner und Fingerling parallel zu Entwicklungsarbeiten betreffs Respirationsanlagen und Gasanalyse.
- Der 2. Abschnitt betrifft die umfangreichen Versuche zur energetischen Verwertung reiner Nährstoffe und Futtermittel durch Ratten, Kaninchen (später Hühner), Schweine, Schafe und Rinder. Zwischen der Verwertung der reinen Nährstoffe durch monogastrische Tiere und dem kalkulierten ATP-Bildungsvermögen der Nährstoffe bestand gute Übereinstimmung. Für die Experimente mit Futtermitteln wurde eine große Anzahl aus den verschiedenen Futtermittelgruppen Konzentrate (Getreide, Wurzeln und Knollen, proteinreiche Konzentrate) sowie Grobfutter verwendet. Mit den Ergebnissen erfolgte eine regressionsanalytische Auswertung und die Ableitung von Gleichungen für die energetische Futterbewertung; die ersten Ergebnisse sind in einer Monografie niedergeschrieben.
- Im 3. Abschnitt waren die Untersuchungen auf den Energiebedarf von Labortieren und wesentlichen Nutztierarten ausgerichtet. Die Versuche wurden mit verschiedenen Tierkategorien bei unterschiedlichen Leistungen und differenten Produktionsintensitäten der Tiere durchgeführt. Die faktorielle Analyse des Energiebedarfs stellte die Basis für die Ableitung von Bedarfsnormen für die Fütterung dar. Auf der Grundlage der Ergebnisse zur Futterbewertung und zum Bedarf der landwirtschaftlichen Nutztiere bei verschiedenen Leistungen konnte ein Futterbewertungssystem erarbeitet werden, das den Namen „Rostocker Futterbewertungssystem“ erhalten sollte. Die Veröffentlichung war aber nur als „DDR-Futterbewertungssystem“ möglich.
- Einem 4. Abschnitt sind Untersuchungen zum Energieumsatz in Verbindung zur Physiologie der Verdauung und des Stoffwechsels zuzuordnen.

Im Rahmen von drei außerplanmäßigen Aspiranturen erfolgten in landwirtschaftlichen Großbetrieben Erfassungen und Analysen des Energie- und Nährstoffeinsatzes in der Schaf- und Milchproduktion (Franke, 1975), der Bullenaufzucht und Milchproduktion (Blischke, 1978) und der Aufzucht weiblicher Jungrinder (Gutbier, 1984), in denen die Normative des Energie- und Proteinbedarfs im DDR-Futterbewertungssystem bestätigt und, bei konsequenter Anwendung des Systems, wesentliche ökonomische Vorteile nachgewiesen wurden.
Abteilung Futterqualität und Konservierung
ging aus den beiden Abteilungen Futtermittelkunde sowie Futterwerbung und Futterkonservierung hervor. Die Abteilung zählte 67 Mitarbeiter. mit den Wissenschaftlern:
F. Weißbach (Abt.-Leiter), L. Schmidt, A. Block, P. Zwierz (AG Analytik), S. Kuhla, K. Berg, M. Kwella (AG Mikrobiologie), R. Prym (AG Futterbewertung), E. Bergner, Dorit Heinz, Alice Baumung (AG Routinelabor I), Kati Hacker (AG Routinelabor II), Ehrengard Hein, B. Reuter, H. Cöster (AG Versuchsstation Hohen Luckow), G. Peters.
- Ein Forschungsschwerpunkt der Abteilung war die Verbesserung der Weender Futtermittelanalyse. In den 1960er-Jahren richtete sich diese auf die Spezifizierung der Rohfaser durch die Bestimmung von Cellulose, Lignin, Pentosanen und Hemicellulosen. Dieses Programm wurde aufgegeben, weil die Substanzen unterschiedliche stoffwechselphysiologische Bedeutung aufweisen und aufwendige analytische Methoden erfordern, die nicht in Routinelabors für praktische Futtermittelanalysen anwendbar sind. Deshalb folgte die Entwicklung von einfachen, praktikablen Methoden für die Bestimmung der eindeutig definierten Substanzen Stärke und Zucker. Die Bestimmungsmöglichkeit von Stärke und Zucker erlaubte deren Einbeziehung in die Gleichungen zur Berechnung des energetischen Futterwertes als wesentlichen Schritt der Qualifizierung des Futterbewertungssystems.

- Ein 2. Forschungsschwerpunkt bezog sich auf Untersuchungen von Faktoren, die Silierbarkeit und Silagequalität beeinflussen.
- Als 3. wurde die Vergärbarkeit der Grobfuttermittel untersucht, um daraus Schätzungen der Silierbarkeit auf der Basis der Gehalte an Trockensubstanz und Zucker sowie der Pufferkapazität abzuleiten. Daraus konnten Entscheidungen und Maßnahmen für die Konservierung des Grobfutters getroffen werden.

Die beiden, früher dem Institut für Tierzuchtforschung Dummerstorf angeschlossenen Abteilungen Ernährung Rind und Ernährung Schwein wurden mit der Gründung des Forschungszentrums organisatorisch dem Bereich Tierernährung „Oskar Kellner“ zugeordnet, behielten aber ihren Standort in Dummerstorf.
Abteilung Ernährung Rind
zählte 28 Mitarbeiter mit den Wissenschaftlern:
B. Piatkowski (Abt.-Leiter), J. Voigt (AG Speziallabor), Ulrike Schönhusen, S. Nagel (AG Milchkuhernährung), K. O. Trautmann, P. Kauffold, Renate Keusenhoff (AG Kälber-/Jungrinderernährung), R. Krawielitzki, Girschewski.
Die Abteilung war für pansen- und verdauungsphysiologische Untersuchungen sehr gut ausgestattet. Einige Forschungsthemen werden mit kurzer Ergebnisdarstellung aufgeführt:
- Mahlen und/oder Pelletieren des Grobfutters führte zu negativen Effekten auf Pansenschleimhaut und Pansenfermentation.
- Aus Fütterungsversuchen mit Hochleistungskühen konnten Empfehlungen für Fütterung und Prophylaxe von Stoffwechselstörungen abgeleitet werden.
- Versuche mit Kälbern resultierten in Empfehlungen für eine gesunde Kälberaufzucht, zur optimalen Vollmilchgabe, Milchbehandlung sowie Fütterungsfrequenz und -technik.
- Die Versuche mit Jungrindern zielten auf hohe Grobfutteraufnahme mit positiven Auswirkungen auf die Futteraufnahme in der Laktation.
- Versuche mit fistulierten Milchkühen waren auf die Erforschung der Verdauung von Kohlenhydraten und Proteinen ausgerichtet. Der Bewertung von Futterproteinen bei Milchkühen dienten Untersuchungen zur duodenalen Passage des Proteins. Als Beispiel für die Verwertung von Nichtprotein-Stickstoff zeigte sich eine negative Beziehung zwischen Höhe der Futterproteingabe und NPN-Verwertung.
- Für das Kauen und Wiederkauen ergab sich eine Abhängigkeit von Partikelgröße und Proteingehalt des Grobfutters.

Die Ergebnisse der Forschungsarbeiten erfuhren auch eine Publikation in Monografien.
Abteilung Ernährung Schwein
zählte 35 Mitarbeiter mit den Wissenschaftlern:
G. Bolduan (Abt.-Leiter), H. Jung (AG Ferkel), Elvira Schnabel (AG Sauen), U. Kesting, Renate Schneider (AG Labor), W. Kracht (AG Schönebeck), R. Morgenthum (AG Eberswalde).
Ein großer Teil der Kapazität der Abteilung war durch die Betreuung von Großanlagen gebunden. Daraus konnten Erfahrungen für die Überarbeitung der Fütterungs- und Bedarfsnormen für weibliche Zuchtschweine und Ferkel gewonnen werden.
- Die Fütterung der Sauen betreffende Forschungsthemen waren der Aminosäurenbedarf und die Steuerung der Gewichtsentwicklung in der Trächtigkeit mittels Verabreichung von Rationen mit niedriger Energiekonzentration durch Beimischung von Strohmehl, Strohpellets oder Ähnlichem, womit die Tiere gesättigt werden ohne übermäßig zu verfetten.
- Die Ferkelfütterung betreffende Forschung bezog sich auf Sauenmilchersatz, Beifütterung, Übergangsfütterung beim Absetzen und Starterfutter mit Kleie zur Überwindung von Verdauungsstörungen. In diesem Zusammenhang erfolgte der Aufbau einer gastroenterologischen Forschungsrichtung.
- In der Schweinemast standen Haltungsfragen wie Tierdichte in den Buchten, Fütterungshäufigkeit, diskontinuierliche Verabreichung des Eiweißfutters und deren Auswirkung auf die Mastleistung, Mischfutterherstellung mit Körnerleguminosen sowie die Verwendung von Grobfutter und Hackfrüchten im Forschungsprogramm.
- Der Aufschluss der Kartoffelstärke als Voraussetzung für eine hohe Verwertung erforderte im Hinblick auf Energieeinsparung umfangreichen Aufwand an Tierexperimenten.
- Die Versuche zur Verfütterung von Grobfutter und Hackfrüchten wurden mit verdauungsphysiologischen Untersuchungen mittels großlumiger Fisteln am Ileumende gekoppelt.

Abteilung Futterplanung
aus einer Arbeitsgruppe der Abt. Energieforschung 1973 hervorgegangen, zählte 10 Mitarbeiter mit den Wissenschaftlern:
A. Chudy (Abt.-Leiter),
Reingard Havemann,
Marianne Stamer,
Christel Hoffmann.
Auf der Basis der in der Abt. Energieforschung abgeleiteten, detaillierten Normen des Energie- und Proteinbedarfs für die Fütterung der landwirtschaftlichen Nutztiere erfolgte die Erarbeitung der Normative des Energie- und Proteinbedarfs für die Planung und Bilanzierung des Futterbedarfs und Futteraufkommens von Betrieben und Territorien. Hierfür wurde das EDV-Projekt „Planung und Bilanzierung von Futterbedarf und Futteraufkommen“ geschaffen und durch Bürocomputer-Programme für die Rationsberechnung auf der Grundlage des DDR-Futterbewertungssystems ergänzt.
Abteilung Eiweißversorgung
1975 geschaffen, zählte 19 Mitarbeiter mit den Wissenschaftlern:
U. Herrmann (Abt.-Leiter),
G. Henk (Abt.-Leiter ab 1985),
Th. Heinz (AG Versuchstechnik Schwein/Geflügel),
Sabine Kesting (AG Ratten-/Broilerversuche),
Ruthild Schadereit (AG Biologische Wertigkeit),
Doris Thomaneck (AG Chemisches Labor).
Die Prüfung neuer Eiweißfuttermittel gehörte zu den Hauptaufgaben der Abteilung. Das waren die Hefen bzw. Bakterienbiomassen aus Erdöldestillaten, reinen n-Alkanen, Methanol und Erdgas sowie das mikrobiell erzeugte Lysinfutterkonzentrat. Auch auf Rapsextraktiosschrot, Krillmehl und verhefte Molke erstreckten sich die Untersuchungen zur biologischen Wertigkeit an Ratten und zur Verdaulichkeit bei Schwein und Huhn.
Institutswerkstatt
Für den Ausbau einer Institutswerkstatt wurden bereits Vorbereitungen im Zusammenhang mit dem Aufbau der Respirationsapparate für Labortiere getroffen. Zur Werkstatt gehörten 3 Mitarbeiter unter der Leitung von M. Schmidt, der ein hervorragendes Talent zum Bau von Spezialgeräten und -maschinen besaß.
Wissenschaftsorganisation
Die Institutsleitung erhielt seit Mitte der 70er-Jahre durch eine Gruppe „Wissenschaftsorganisation“ unter Leitung von G. Albert Unterstützung.
Information und Dokumentation
Die Informationsstelle für „wissenschaftlich-technische Information und Dokumentation“ unter Leitung von H. H. Budzier war u. a. für die Bibliothek des Instituts, für die Dokumentation der Fachliteratur, Erarbeitung von Recherchen sowie für Literaturbeschaffung zuständig. Die Übernahme der Forschungsstelle des VEB Chemisch-Pharmazeutische Werke Oschersleben durch die Akademie der Landwirtschaftswissenschaften und die Zuordnung zum Bereich Tierernährung „Oskar Kellner“ soll nur erwähnt werden. Wegen nur geringer Berührungspunkte zum Forschungsspektrum des OKI wird von einer Darstellung dieser zugeordneten Forschungsstelle abgesehen, zumal sie nach der politischen Wende nicht fortbestand.

## Bedeutung
Die nationale und internationale Bedeutung der Arbeiten des OKI kann exemplarisch wie folgt gekennzeichnet werden:
- Das OKI war Leitinstitut und Koordinator der Forschung zu Problemen der Energie- und Proteinernährung landwirtschaftlicher Nutztiere. Es koordinierte die Forschungsarbeiten zwischen dem OKI und den Universitätsinstituten für Tierernährung der DDR. Es leitete die Arbeitsgruppen „Futterbewertung und Methoden der Futterwertmessung“ sowie „Proteinbewertung und Aminosäurenanalytik“ für alle osteuropäischen Länder im Rahmen des Rates für gegenseitige Wirtschaftshilfe (RGW). Gegenstand der internationalen Zusammenarbeit war u. a. die Vereinheitlichung der Futterbewertung im Hinblick auf Energie und Protein sowie die Organisation von Analysen-Enqueten.
- Im Rahmen der Koordinierungsaktivitäten waren viele Kollegen des In- und Auslandes als Gastwissenschaftler im Institut.

Die Zahl der Mitarbeiter des Instituts betrug 46 im Jahre 1953 und erhöhte sich bis 1988 auf 240.
Die Ergebnisse der Forschungs- und Überleitungstätigkeit fanden in 1684 Publikationen, darunter 35 Dissertationen A und 10 Dissertationen B in der Zeit von 1970 bis 1987 ihren Niederschlag. Der Gesamtumfang der Publikationen seit Gründung des OKI 1953 erhöhte sich auf 2290.

## Politische Wende 1989
Sie brachte auch für die Forschungseinrichtung wesentliche Veränderungen. Der überwiegende Teil der Wissenschaftler war erfreut über die politischen Ereignisse und Veränderungen und trug dazu bei, wenn auch aus unterschiedlichen Gründen. Es ist nicht möglich, auch nur einen Bruchteil der positiven Aspekte zu nennen, aber die Möglichkeit, nach 25 Jahren der Isolation an internationalen Konferenzen teilnehmen und in westlichen wissenschaftlichen Zeitschriften publizieren zu können, hatte nicht nur emotionale Bedeutung. Der aktuelle Informationsaustausch war zu DDR-Zeiten auch auf dem Postweg nicht ohne Schwierigkeiten möglich. Frau Grete Thorbek, Kopenhagen, Dänemark z. B. hat alle Chancen für die Aufrechterhaltung von Verbindungen genutzt und Unterstützung zukommen lassen.
Mit der politischen Wende war die Evaluierung des Instituts verbunden. Dazu kam Unterstützung von 25, hinsichtlich Forschungsspektrum ähnlich gelagerten Instituten rund um die Welt in Form von Befürwortungsschreiben, in denen eine hohe Anerkennung der Forschungsleistung und das Ersuchen um Fortbestand des OKI zum Ausdruck gebracht wurden. In diesen Schreiben war eine hohe Kompetenz in der Beurteilung des Forschungsniveaus des Instituts zu erkennen, was bei der späteren Evaluierung nicht immer der Fall war.
Nach der Auflösung des Forschungszentrums für Tierproduktion im Jahre 1991 erfolgte eine Neugründung als „Forschungsinstitut für die Biologie landwirtschaftlicher Nutztiere“. Einer der 6 Bereiche des neuen Instituts ist der Forschungsbereich Ernährungsphysiologie „Oskar Kellner“. Mit der Neugründung waren rigorose Forderungen an die Veränderung des Forschungsspektrums und die Reduzierung des Personalbestandes des OKI verbunden. Die Reduzierung der Zahl der Mitarbeiter erfolgte von 240 auf 55, eine, für den in der Wendezeit amtierenden Direktor B. Piatkowski sehr schwierig zu realisierende Entscheidung. Nach der Emeritierung von Piatkowski zum Jahreswechsel 1991/92 folgte H. Hagemeister als Leiter des Bereiches Ernährungsphysiologie „Oskar Kellner“ bis zu seiner Emeritierung 2001. Seitdem ist Frau Cornelia C. Metges Leiterin dieser Einrichtung.

## Standortwechsel und Neustruktur
Ein wesentlicher Fakt in der Geschichte des OKI war die Entscheidung zum Umzug vom Standort Rostock nach Dummerstorf. Im Jahre 2001 zogen die Laboratorien vom Hauptgebäude in ein neu errichtetes Gebäude, ausschließlich zur Nutzung durch den Bereich Ernährungsphysiologie „Oskar Kellner“. Im neuen Laborgebäude bestehen gute Voraussetzungen für Forschungsarbeiten.
Als wissenschaftliche Mitarbeiter waren bzw. sind tätig:
Cornelia Christiane Metges: Leiterin des Bereiches,
L. Hoffmann, bis 1992,
W. Jentsch, bis 1994,
Monika Klein, bis 2000,
Ruthild Schadereit, bis 2000,
M. Beyer, bis 2001,
A. Chudy, bis 2001,
J. Voigt, bis 2003,
S. Kuhla, bis 2006,
W.-B. Souffrant, bis 2009,
U. Hennig, bis 2008,
Ulrike Schönhusen,
P. Junghans, bis 2008,
M. Derno,
Monika Schweigel,
H. Hammon,
B. Kuhla.
Das Respirationsgebäude in Rostock konnte mit den Respirationskammern von einer kleinen Gruppe bis Ende 2003 genutzt werden. Nach Fertigstellung des Neubaus für Tierexperimente erfolgte der Umzug der restlichen Gruppe. Im Tiertechnikum befinden sich Operationsräume, zur Nutzung vor allem vom Bereich Fortpflanzungsbiologie und Einrichtungen für Fütterungs- und Stoffwechselversuche, zum Teil in klimatisierbaren Räumen, 4 Respirationsanlagen für Großtiere, im Volumen anpassbar an Rinder und Schweine und mit einer Kannenmelkanlage ausgestattet sowie Respirationseinrichtungen für Labortiere. Alle Respirationskammern sind von 3 bis 35 °C klimatisierbar, alle Funktionen sind computergesteuert und der Gaswechsel ist kontinuierlich messbar.
Aus dem immensen Stellenabbau folgte die Unmöglichkeit der Weiternutzung aller experimentellen Einrichtungen in Rostock. Die früheren Abteilungsstrukturen konnten nicht weiter existieren und insbesondere die Forschungen zur Futterqualität und Konservierung sowie Futterplanung kamen zum Abschluss. Der Übergang von der Gesamttierbetrachtung des Stoffwechsels auf Organ- und Zellebene, die Zuwendung zu Forschungsfragen der Ernährungsphysiologie in Verbindung mit der Erforschung von Mechanismen stoffwechselregulatorischer Vorgänge verlangten die Einbeziehung neuer Geräte und Methoden. Die Kombination des Studiums von partiellen Stoffwechselleistungen mit Betrachtungen der Gesamtorganismen zur Erhöhung der Forschungseffektivität setzten kooperative Zusammenarbeit verschiedener Forschungsgruppen voraus.
Studien von mikrobiellen Vorgängen im Verdauungstrakt von Wiederkäuern und Monogastriden befassten sich mit dem Effekt der Reduzierung der Protozoenzahl – protozoenfreie Kälberaufzucht und Fütterung tanninreicher Futtermittel – auf verminderte Methanproduktion. Dem Eintrag mikrobiell synthetisierter Aminosäuren im Dünndarm bei defizitärer Aminosäurenversorgung wurde ergänzend zu früheren Versuchen an Schweinen mit ileo-rektalen Anastomosen nachgegangen.
Mechanismen der Wärmeregulation beim Rind nach Veränderung der Umweltbedingung – Umgebungstemperatur, Ernährungsniveau – sowie Beeinflussung der Aktivität des sympathischen Nervensystems und des Endokrinums kamen zur Untersuchung.
Ein weiteres Forschungsprogramm betrifft den Einfluss praenataler Proteinversorgung auf die postnatale Entwicklung der Jungtiere.
Die Proteinversorgung über Sojaprotein im Vergleich zu Kasein bei wachsenden Schweinen und präruminierenden Ziegen wurde im Hinblick auf die Veränderung von Stoffwechselparametern untersucht.
Substratbedingte Beeinflussung der Intestinalflora von Ferkeln und wachsenden Schweinen galt der Zielstellung der Überwindung von Verdauungs- und Entwicklungsproblemen insbesondere in der Absetzperiode.
Parameter des Glucosestoffwechsels von Wiederkäuern in Abhängigkeit von der genetischen Konstruktion und der Zusammensetzung des Futters bildeten einen Teil eines komplexen Forschungsprogramms.
An diesen Beispielen sollten die Veränderungen im Forschungsprofil aufgezeigt werden.
Die Forschungsarbeiten zur Futterbewertung mussten eingestellt werden. Ohne Belastung des Honorarfonds des Forschungsbereiches erfolgte, mit finanzieller Unterstützung von DEGUSSA AG und dem Verband Biopark e. V., eine Überarbeitung des DDR-Futterbewertungssystems. Der Maßstab Nettoenergie-Fett (NEF) fand eine Überführung in Nettoenergie-Retention (NER), ein Maßstab, der den intermediären Umsetzungen gegenüber der Ablagerung des Futterfettes energetisch besser Rechnung trägt. Mit den neuen Festlegungen erfolgte eine Rekalkulation der Schätzgleichungen des Futterwertes und mit diesen die Neuberechnung der Futtermitteltabellen und der Tabellen für den Energiebedarf landwirtschaftlicher Nutztiere. Die Herausgabe des Buches erfolgte unter dem ursprünglich vorgesehenen Titel „Rostocker Futterbewertungssystem“ in englischer (2003), deutscher (2004) und chinesischer (2008) Sprache.